# Metoda dinamică
Metoda dinamică este o procedură de determinare a maselor asteroizilor. Procedura își trage numele de la utilizarea legilor newtoniene ale dinamicii sau mișcării asteroizilor pe măsură ce se deplasează în jurul Sistemului Solar. Procedura funcționează prin efectuarea mai multor măsurători de poziție pentru a determina devierea gravitațională cauzată atunci când doi sau mai mulți asteroizi se deplasează unul pe lângă celălalt. Metoda se bazează pe faptul că numărul mare de asteroizi cunoscuți înseamnă că aceștia se vor deplasa ocazional unul pe lângă celălalt la distanțe foarte apropiate. Dacă cel puțin unul dintre cele două corpuri care interacționează este suficient de mare, influența sa gravitațională asupra celuilalt îi poate dezvălui masa. Acuratețea masei determinate este limitată de precizia și sincronizarea observațiilor astrometrice adecvate făcute pentru a determina devierea gravitațională cauzată de o anumită interacțiune. 
Deoarece metoda se bazează pe detectarea cantității de deviere gravitațională indusă în timpul unei interacțiuni, procedura funcționează cel mai bine pentru obiectele care vor produce o deviere mare în interacțiunile lor cu alte obiecte. Aceasta înseamnă că procedura funcționează cel mai bine pentru obiecte mari, dar poate fi aplicată eficient și obiectelor care au interacțiuni strânse repetate între ele, cum ar fi atunci când cele două obiecte sunt în rezonanță orbitală unul cu celălalt. Indiferent de masa obiectelor care interacționează, cantitatea de deviere va fi mai mare dacă obiectele se apropie unul de celălalt și va fi, de asemenea, mai mare dacă obiectele trec încet, permițând mai mult timp gravitației pentru a perturba orbitele celor două obiecte. Pentru asteroizi suficient de mari, această distanță poate fi de ~0,1 UA, pentru asteroizi mai puțin masivi, condițiile de interacțiune ar trebui să fie în mod corespunzător mai bune. 

## Analiză matematică
Cel mai simplu mod de a descrie devierea asteroizilor este în cazul în care un obiect este semnificativ mai masiv decât celălalt. În acest caz, ecuațiile de mișcare sunt aceleași ca și pentru împrăștierea lui Rutherford⁠(d) între obiecte cu încărcătură opusă (astfel încât forța este mai degrabă atractivă decât respingătoare). Când este rescrisă în notația mai familiară folosită în mecanica cerească, unghiul de deviere poate fi legat de excentricitatea orbitei hiperbolice a obiectului mai mic în raport cu cel mai mare prin următoarea formulă:
{\displaystyle \sin \left({\frac {\Theta }{2}}\right)={\frac {1}{\epsilon }}}
Aici este unghiul dintre asimptotele orbitei hiperbolice a obiectului mic în raport cu cel mare, și este excentricitatea acestei orbite (care trebuie să fie mai mare de 1 pentru o orbită hiperbolică).
O descriere mai sofisticată folosind matrice poate fi obținută prin separarea poziției obiectelor observate pe cer în funcție de timp în suma a două componente: una care este rezultatul mișcării relative a obiectelor în sine, iar cealaltă mișcarea indusă de influența gravitațională a celor două corpuri. Contribuțiile relative ale celor doi termeni în cea mai bună potrivire a acestei ecuații asupra observațiilor reale ale obiectelor dau masele obiectelor.